# Hieracium akjaurense
Hieracium akjaurense es una especie de planta con flor del género Hieracium, de la familia Asteraceae, orden Asterales.

## Distribución
Hieracium akjaurense se distribuye por Rusia europea.

## Taxonomía
Fue descrita científicamente por Norrl. Fue publicada en Acta Soc. Fauna Fl. Fenn. 36(4): 93 (1912).